# Karel Petrů
Karel Petrů est un journaliste, écrivain et dirigeant de football tchécoslovaque, né le 24 janvier 1891 à Březové Hory et mort en 1948.
IL dirige l'équipe de Tchécoslovaquie de 1931 à 1934 qui est finaliste de la Coupe du monde 1934.

## Biographie
Karel Petrů est journaliste sportif en 1921 quand il devient secrétaire de la Fédération tchécoslovaque de football puis, par la suite, membre de la commission technique et, en 1931, responsable de l'équipe nationale.
Il est l'entraîneur et le sélectionneur de la sélection entre 1931 et 1934. Lui et ses 22 joueurs participent à la Coupe du monde 1934 en Italie.
Lors du mondial, son équipe bat tout d'abord la Roumanie sur un score de 2-1 en huitièmes-de-finale, avant d'éliminer la Suisse 3-2 en quarts-de-finale. Ils gagnent également en demi-finale leur match contre l'Allemagne 3-1. En finale, ils sont battus par le pays hôte, l'Italie par un score de 2-1.